# Sam Ulano
Sam Ulano (12. srpna 1920 – 1. ledna 2014) byl americký jazzový bubeník, učitel a instruktor hry na bicí. Narodil se v New Yorku jako jeden z devíti dětí. Na bicí začal hrát ve svých třinácti letech. Již v sedmnácti se začal věnovat vyučování hry na bicí. Jeho kariéru přerušil nástup do armády v roce 1942. V letech 1947 až 1951 studoval na Manhattan School of Music. V roce 1981 odehrál jeden koncert s anglickou post-punkovou hudební skupinou Public Image Ltd. Zemřel v roce 2014 ve věku 93 let.